# Tampa Bay Mutiny
Tampa Bay Mutiny var ett fotbollslag som spelade i MLS åren 1996-2001. Laget försvann ur MLS efter säsongen 2001 när ligan beslöt att minska antalet lag till 10. Även Miami Fusion lades ner samtidigt.

## Svenskar i klubben
- Jan Eriksson (1998-1999)
- Thomas Ravelli (1998-1999)